# Ignacio de Veintemilla
Mario Ignacio Francisco Tomás Antonio de Veintemilla y Villacís (31 de julho de 1828 — 19 de julho de 1908) foi um político equatoriano. Ocupou o cargo de presidente de seu país entre 8 de setembro de 1876 e 10 de janeiro de 1883; em seguida, Equador entrou em um período de crise e entrou ao governo uma série de políticos em uma época conhecida como Pentavirato Quiteño.